# Sint-Nicolaaskerk (Borssum)
De Sint-Nicolaaskerk of Oude Kerk ( St.-Nikolaus-Kirche of Alte Kirche) is een hervormde kerk in het Oost-Friese Borssum, een Stadtteil van Emden. Het is het oudste gebouw van de gemeente.

## Geschiedenis
Met de bouw van de kerk werd in de 13e eeuw begonnen. Tevoren werd eerst een warft opgeworpen, waarop de nieuw te bouwen kerk een centrale plaats kreeg en ten noordwesten daarvan een bakstenen klokkenstoel in laatromaanse stijl werd opgericht. Ondanks latere verbouwingen gaat het gebouw in de kern nog altijd op deze romaanse zaalkerk terug. In de middeleeuwen behoorden Groot-Borssum en Klein-Borssum tot de proosdij Emden in het bisdom Münster. 
Toen de reformatie haar intrede deed sloot de gemeente zich aanvankelijk bij de lutherse leer aan, maar later bij het gereformeerde geloof. Veel invloed had Hermannus Aquilomontanus (1488/89–1548), die in 1531 door Hero von Oldersum als pastor was beroepen. Hij liet alle altaren en beelden uit de kerk verwijderen en voerde een eenvoudige avondmaalsorde in.
In de loop der eeuwen verviel de kerk meer en meer, zodat de gemeente in de jaren 1912-1913 een tweede kerk liet bouwen. Later diende het gebouw als kindercrèche en gemeenschapshuis voor het dorp. De Sint-Nicolaaskerk werd steeds bouwvalliger en bleef ten slotte gesloten, tot men tegen het einde van de 20e eeuw met een renovatie van start ging. Sinds de heropening van de kerk in het jaar 2004 wordt ze als kapel gebruikt voor begrafenissen, huwelijken, familieplechtigheden en gebedsbijeenkomsten van de kerkelijke gemeente.

## Architectuur
De oostelijke georiënteerde zaalkerk uit laatromaanse tijd werd met een schilddak afgesloten. De lentemuren bezitten rondbogige ramen. De westelijke kant kent één rondbogig raam, terwijl de oostelijke kant tegenwoordig raamloos is. In het oosten van de zuidelijke muur is een rondbogig portaal aangebracht, in de noordelijke muur een spitsbogig portaal.

## Interieur

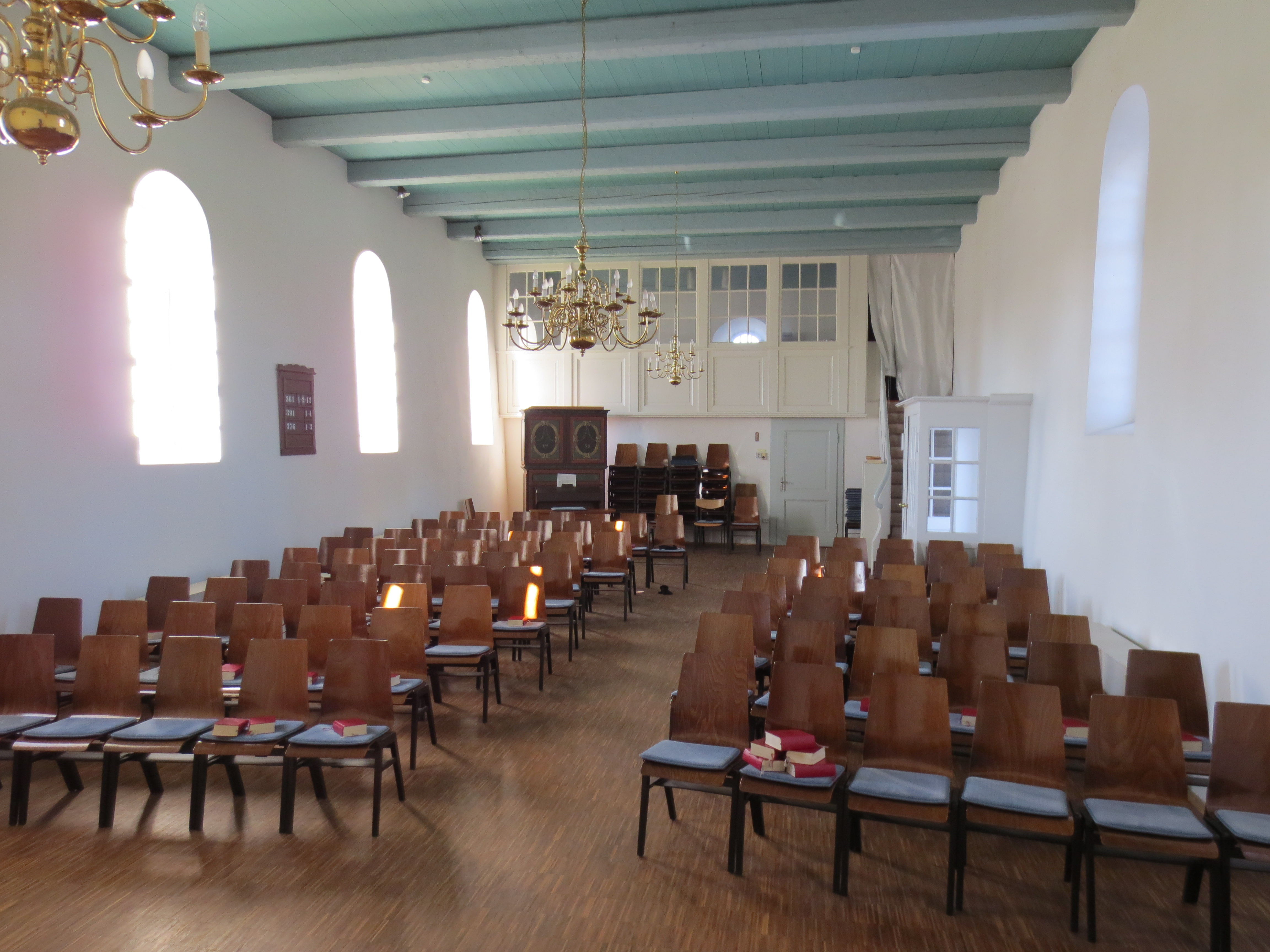
Interieur

De kerkschip wordt afgesloten door een balkenplafond, dat lichtblauw is geverfd en wordt door later ingebouwde wanden aan de oostelijke en westelijke kant verkort. 
Vermeldenswaardig is het grafgewelf van de hoofdelingen van Groot-Borssum onder de altaarruimte van het koor, dat tegenwoordig door een wand wordt afgescheiden van het kerkschip en via de oostelijke kant kan worden betreden. Daar bevinden zich meerdere grafzerken en het grafmonument voor Aeldt Friese te Uttum († 1593) en zijn vrouw, die in de toenmalige dracht worden voorgesteld. 
De kerkruimte is uiterst eenvoudig en wordt versierd door drie messing kroonluchters. Aan de oostelijke wand zijn de in gotische letters geschreven woorden Lasst euch versöhnen mit Gott aangebracht.  Het oorspronkelijke romaanse doopvont is niet meer aanwezig in de Oude Kerk en kreeg een plaats in de later gebouwde Jugendstilkerk van Borssum.
Voor de westelijke wand staat op de vloer het orgel. Sinds 1883 bezat de kerk een harmonium van de firma Estey, maar toen de kerk in 2004 opnieuw in gebruik werd genomen, verwierf de gemeente een reeds bestaand orgel van Alfred Führer uit 1958. Het instrument bezit vijf registers en een aangehangen pedaal en werd bij de plaatsing door de orgelbouwer Bartelt Immer gerenoveerd.